# Pilský potok
Pilský potok je významný levobřežní přítok horní Litavky v Brdech, do které se vlévá v obci Bohutín. Potok pramení jihovýchodně od sedla mezi vrcholy Tok a Brdce, jižně od lesní cesty Obecnická, v nadmořské výšce 757 m. Jeho tok je přehrazen vodárenskou Pilskou nádrží.

## Průběh toku

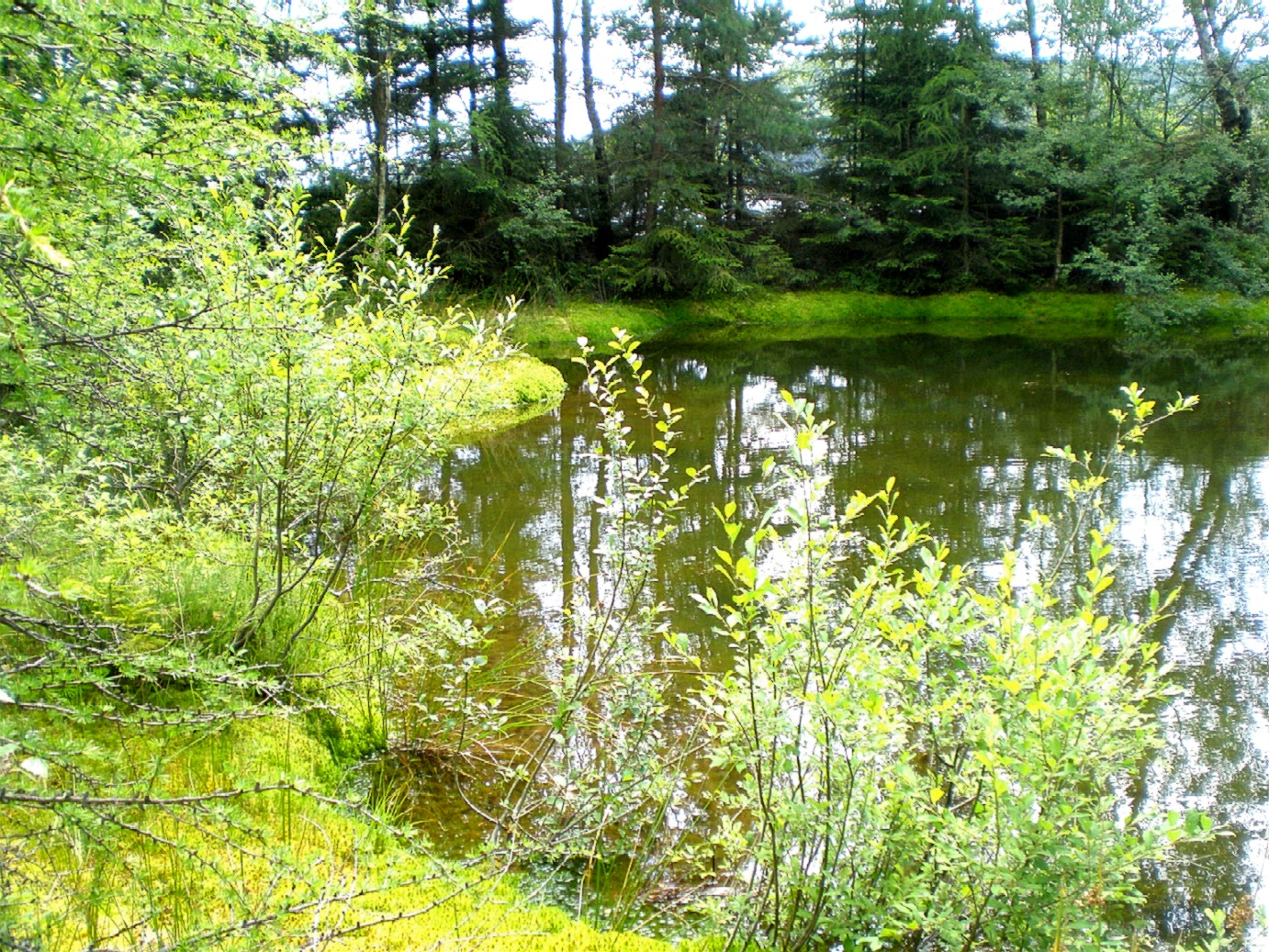
Jezírko u Pilské

Celková délka toku je cca 6,2 km. V pramenné oblasti se do Pilského potoka vlévá několik bezejmenných drobných toků, nejvýše položený z nich pramení na jv. svahu vedlejšího vrcholu Toku v nadmořské výšce 772 m. Tyto potůčky se spojují v rašeliništi, které je však nyní (po necitlivých vodohospodářských zásazích), ve stádiu rozpadu.[zdroj?]
Potok se vyznačuje velmi kolísavým vodním stavem; nejvyšší bývá v období jarního tání. V případě vytrvalých dešťů zde nejsou vzácností lokální povodně, z nichž některé jsou schopny ohrožovat i obec Bohutín. Přibližně v polovině svého toku je potok přehrazen Pilskou nádrží (VD Pila), která je největším rezervoárem pitné vody pro příbramskou aglomeraci (obsah 1 600 000 m³). Povodí potoka nad hrází této nádrže je v ochranném pásmu vodního zdroje II. stupně.

## Poloha
Důležitými orientačními body zde jsou: hájenka Prokopka (nad Bohutínem), hráz Pilské nádrže, křižovatka, kde se na silnici do Strašic napojuje silnice na Skelnou Huť a Láz a závěr údolí, tzv. Borské sedlo (790 m). Většinu toku sleduje neveřejná komunikace z Bohutína (a Kozičína) do Strašic.

## Příroda
V blízkosti toku i vodní nádrže se vyskytují vzácné druhy rostlin (např. plavuň vidlačka a plavuň pučivá) a zcela zalesněné povodí je i vyhlášenou houbařskou lokalitou.

## Přístup
Tok Pilského potoka přibližně sleduje zeleně značená turistická značka vedoucí po jeho levém břehu z Bohutína k zámečku Tři Trubky. Na samém okraji lesa v Bohutíně (u koupaliště) je konečná linky č. 15 MHD Příbram a malé parkoviště. Do roku 2016 bylo povodí potoka přístupné o víkendech a svátcích pouze po úroveň hráze Pilské nádrže, zbytek údolí Pilského potoka byl do zániku vojenského újezdu Brdy jeho nepřístupnou součástí.